# 4702 Berounka
4702 Berounka је астероид главног астероидног појаса са средњом удаљеношћу од Сунца која износи 2,794 астрономских јединица (АЈ).
Апсолутна магнитуда астероида је 12,2.